# Málta hadereje
Málta hadereje a szárazföldi erőkből áll, ennek alárendeltségében szolgálnak légi és vízi alakulatok is.

## Fegyveres erők létszáma
- Aktív: 2140 fő

## Parancsnokság
Ennek az alárendeltségében van a máltai haderő. Maga a hadsereg három ezredből áll, melyek a következők:
Zászlóalj erejű ezred
- 3 gépesített század
- 1 támogató század

Vegyes állományú ezred
- 1 repülő század (6 db harci repülőgép, 8 db helikopter)
- 1 haditengerészeti repülő század (4 db repülőgép)
- 8 db hadihajó
- 1 db légvédelmi üteg

Támogató ezred
- 1 műszaki század
- 1 javító század
- 1 lőszerellátó század
- 1 repülőtéri század